# Aldeberto
Aldeberto o Adalberto (fl. VIII secolo) è stato un mistico e vescovo francese.
Fu denunciato al concilio di Soissons nel 744 e al sinodo romano del 745 perché si spacciava per santissimo apostolo e suppose l'esistenza di lettere scritte da Gesù Cristo e pervenutegli cadendo dal cielo.